# جدجد نملي شجري
جدجد نملي شجري (الاسم العلمي:Myrmecophilus arboreus) هو نوع من الحشرات يتبع جنس الجدجد النملي من فصيلة الجداجد النملية.